# خسوس وازکز
خسوس وازکز (انگلیسی: Jesús Vázquez؛ زادهٔ ۲ ژانویهٔ ۲۰۰۳) بازیکن فوتبال است.
وی همچنین در تیم‌های ملی فوتبال زیر ۱۶ سال اسپانیا، زیر ۱۷ سال اسپانیا، زیر ۱۸ سال اسپانیا و زیر ۱۹ سال اسپانیا بازی کرده‌است.

## زندگی شخصی
پدر خسوس، برائولیو وازکز نیز بازیکن فوتبال بازنشسته است که سابقه بازی در باشگاه فوتبال دپورتیوو لاکرونیا را نیز در کارنامه دارد.